# Berta Schmid
Berta Schmid (* 28. November 1951 in Memmenhausen) ist eine deutsche Politikerin (CSU) und ehemalige Abgeordnete des Bayerischen Landtags.

## Ausbildung und Beruf
Berta Schmid machte nach dem Besuch der Volksschule eine Ausbildung zur ländlichen Hauswirtschafterin. Berta Schmid ist römisch-katholisch, verheiratet und Mutter von vier Kindern.

## Politik
Berta Schmid ist seit 1989 Mitglied der CSU und dort Mitglied im Kreis- und Bezirksvorstand. Seit 1990 ist sie Mitglied im Kreistag Günzburg und war  1990 bis 1994 Mitglied im Bezirkstag Schwaben. Seit 2002 ist sie Stadtrat in Burgau. Seit 1996 ist Berta Schmid Mitglied im Landesausschuss Landkreistag. 
Vom 17. Oktober 1994 bis zum September 2008 war sie Mitglied des Bayerischen Landtags und dort 4. Schriftführerin des Präsidiums sowie Mitglied des Ausschusses für Sozial-, Gesundheits- und Familienpolitik. Zur Landtagswahl 2008 stand sie nicht mehr zur Wahl.

## Sonstige Ämter
Berta Schmid ist Kreisbäuerin des BBV, Vorsitzende der Bäuerlichen Familienberatung Diözese Augsburg und Mitglied in vielen Vereinen.

## Ehrungen
- 2008: Bayerische Verfassungsmedaille in Silber
- 2011: Verdienstkreuz am Bande der Bundesrepublik Deutschland